# Saxifraga dielsiana
Saxifraga dielsiana là một loài thực vật có hoa trong họ Saxifragaceae. Loài này được Engl. & Irmsch. miêu tả khoa học đầu tiên năm 1912.